# Gendang Barat
Gendang Barat is een bestuurslaag in het regentschap Sumenep van de provincie Oost-Java, Indonesië. Gendang Barat telt 2887 inwoners (volkstelling 2010).